# Fasagna
La Fasagna è un tradizionale rituale propiziatorio per i raccolti delle campagne che si celebrava la sera del 5 gennaio nelle campagne della province di Parma e Reggio Emilia.

## Origini ed evoluzione nei tempi
Le origini di questa pratica sono probabilmente pagane, viste le assonanze con riti dell'epoca romana che si svolgevano a inizio anno con uguale scopo propiziatorio. Fino alla metà del XX secolo la Fasagna veniva regolarmente celebrata in tutte le case nelle aree rurali. Con l'industrializzazione anche delle aree non urbane, gli spostamenti della popolazione verso le città in cerca di lavoro nel dopoguerra, questo rituale ritenuto troppo legato a un mondo arcaico contadino è caduto in disuso. Si assiste tuttavia oggi a una rivalorizzazione di questa pratica riproposta in chiave moderna come recupero delle tradizioni locali.

## La tradizione
Durante i giorni precedenti all'esterno della casa veniva allestita una catasta costituita da ramaglie provenienti dalla potatura, scarti di lavorazione di prodotti agricoli (principalmente canapa e granoturco) e quant'altro di poco conto si potesse bruciare. Ne nasceva una sorta di gara tra le varie famiglie vicine a chi realizzava il cumulo più alto. Il 5 di gennaio, poco dopo il tramonto, aveva luogo il rito della Fasagna, dando fuoco alla catasta. Mentre il falò ardeva, i partecipanti giravano attorno al fuoco recitando la seguente filastrocca:
In alcuni paesi della Bassa parmense questo rituale viene anche chiamato Scargabandéra, in questo caso la cantilena recitava:
Era in particolare una festa per i più piccoli, che con in mano un fascio di canavöc’ (scarti della lavorazione della canapa) cui era stato dato fuoco scorrazzavano sotto gli alberi da frutto ripetendo la suddetta filastrocca per propiziare un raccolto abbondante nell'estate a venire.
Una volta spentosi il fuoco, la sera stessa a cena era tradizione mangiare i tortelli di zucca. I tortelli nella civiltà contadina erano il tipico cibo delle feste, e ognuna di queste prevedeva un particolare tipo di ripieno diverso.